# Technomyrmex convexifrons
Technomyrmex convexifrons is een mierensoort uit de onderfamilie van de Dolichoderinae. De wetenschappelijke naam van de soort is voor het eerst geldig gepubliceerd in 1926 door Karavaiev.